# Genas
Genas és un municipi francès situat al departament del Roine i a la regió d'Alvèrnia-Roine-Alps. L'any 2007 tenia 11.531 habitants.

## Demografia

### Població
El 2007 la població de fet de Genas era d'11.531 persones. Hi havia 3.979 famílies de les quals 683 eren unipersonals (269 homes vivint sols i 414 dones vivint soles), 1.102 parelles sense fills, 1.896 parelles amb fills i 298 famílies monoparentals amb fills.
La població ha evolucionat segons el següent gràfic:
Habitants censats

### Habitatges
El 2007 hi havia 4.217 habitatges, 4.065 eren l'habitatge principal de la família, 30 eren segones residències i 122 estaven desocupats. 3.421 eren cases i 784 eren apartaments. Dels 4.065 habitatges principals, 3.157 estaven ocupats pels seus propietaris, 829 estaven llogats i ocupats pels llogaters i 79 estaven cedits a títol gratuït; 136 tenien una cambra, 279 en tenien dues, 437 en tenien tres, 1.212 en tenien quatre i 2.001 en tenien cinc o més. 3.674 habitatges disposaven pel capbaix d'una plaça de pàrquing. A 1.446 habitatges hi havia un automòbil i a 2.398 n'hi havia dos o més.

### Piràmide de població
La piràmide de població per edats i sexe el 2009 era:
| Homes | Edats   | Dones |
| ----- | ------- | ----- |
| 4     | 95 o +  | 8     |
| 4     | 90 a 94 | 8     |
| 60    | 85 a 89 | 52    |
| 20    | 80 a 84 | 64    |
| 52    | 75 a 79 | 88    |
| 160   | 70 a 74 | 144   |
| 224   | 65 a 69 | 200   |
| 204   | 60 a 64 | 236   |
| 320   | 55 a 59 | 256   |
| 380   | 50 a 54 | 384   |
| 472   | 45 a 49 | 448   |
| 480   | 40 a 44 | 528   |
| 488   | 35 a 39 | 528   |
| 280   | 30 a 34 | 380   |
| 296   | 25 a 29 | 308   |
| 272   | 20 a 24 | 272   |
| 468   | 15 a 19 | 488   |
| 552   | 10 a 14 | 528   |
| 448   | 5 a 9   | 436   |
| 272   | 0 a 4   | 320   |

## Economia
El 2007 la població en edat de treballar era de 7.691 persones, 5.828 eren actives i 1.863 eren inactives. De les 5.828 persones actives 5.442 estaven ocupades (2.827 homes i 2.615 dones) i 386 estaven aturades (175 homes i 211 dones). De les 1.863 persones inactives 558 estaven jubilades, 899 estaven estudiant i 406 estaven classificades com a «altres inactius».

### Ingressos
El 2009 a Genas hi havia 4.306 unitats fiscals que integraven 12.118,5 persones, la mediana anual d'ingressos fiscals per persona era de 24.453 €.

### Activitats econòmiques
Dels 859 establiments que hi havia el 2007, 13 eren d'empreses extractives, 7 d'empreses alimentàries, 26 d'empreses de fabricació de material elèctric, 5 d'empreses de fabricació d'elements pel transport, 72 d'empreses de fabricació d'altres productes industrials, 99 d'empreses de construcció, 212 d'empreses de comerç i reparació d'automòbils, 81 d'empreses de transport, 31 d'empreses d'hostatgeria i restauració, 14 d'empreses d'informació i comunicació, 53 d'empreses financeres, 41 d'empreses immobiliàries, 106 d'empreses de serveis, 70 d'entitats de l'administració pública i 29 d'empreses classificades com a «altres activitats de serveis».
Dels 154 establiments de servei als particulars que hi havia el 2009, 1 era una oficina de correu, 7 oficines bancàries, 17 tallers de reparació d'automòbils i de material agrícola, 2 tallers d'inspecció tècnica de vehicles, 1 autoescola, 9 paletes, 12 guixaires pintors, 11 fusteries, 19 lampisteries, 15 electricistes, 2 empreses de construcció, 14 perruqueries, 1 veterinari, 2 agències de treball temporal, 20 restaurants, 17 agències immobiliàries i 4 salons de bellesa.
Dels 29 establiments comercials que hi havia el 2009, 1 era un supermercat, 2 botiges de menys de 120 m², 5 fleques, 2 carnisseries, 4 llibreries, 3 botigues de roba, 1 una botiga d'equipament de la llar, 1 una sabateria, 2 botigues d'electrodomèstics, 3 botigues de mobles, 1 un drogueria i 4 floristeries.
L'any 2000 a Genas hi havia 45 explotacions agrícoles que ocupaven un total de 1.972 hectàrees.

## Equipaments sanitaris i escolars
El 2009 hi havia 4 farmàcies i 2 ambulàncies.
El 2009 hi havia 1 escola maternal i 5 escoles elementals. Genas disposava de 2 col·legis d'educació secundària amb 1.413 alumnes.

## Poblacions més properes
El següent diagrama mostra les poblacions més properes.

## Persones
- Prof. Gabriel Florence (1886-1945), metge i resistent contra els nazisme, assassinat a l'escola del Bullenhuser Damm a Hamburg el 21 d'abril de 1945